# Burg Krämpelstein
Burg Krämpelstein är ett slott i Österrike. Det ligger i distriktet Schärding och förbundslandet Oberösterreich, i den norra delen av landet, 210 km väster om huvudstaden Wien. Burg Krämpelstein ligger 376 meter över havet.
Terrängen runt Burg Krämpelstein är kuperad österut, men västerut är den platt. Burg Krämpelstein ligger nere i en dal. Runt Burg Krämpelstein är det ganska tätbefolkat, med 116 invånare per kvadratkilometer.. Närmaste större samhälle är Schärding, 16,4 km sydväst om Burg Krämpelstein. 
I omgivningarna runt Burg Krämpelstein växer i huvudsak blandskog.